# Weissia sterilis
Weissia sterilis är en bladmossart som beskrevs av W. E. Nicholson 1903. Weissia sterilis ingår i släktet krusmossor, och familjen Pottiaceae. Inga underarter finns listade i Catalogue of Life.